# Funeral doom
Il funeral doom metal (spesso chiamato semplicemente "funeral doom") è un sottogenere estremo dell'heavy metal, nato in Finlandia e derivato dal doom metal. L'elemento più caratteristico del genere è la lentezza talvolta esasperata del ritmo, a cui si aggiunge un suono particolarmente cupo e distorto e l'utilizzo di harsh vocals (tecniche vocali che producono un effetto "disumano"), in particolar modo growl e grunt. Non è chiaro da dove derivi il nome "funeral doom", eccettuato il fatto che il termine "funerale", come altri che evocano sensazioni luttuose, è stato fin da principio molto presente fra i nomi delle band e i titoli dei brani. Esso ad ogni mondo rende l'idea di una musica cupa, lenta e cadenzata, simile ad una marcia funebre.
Il funeral doom mira a suscitare emozioni particolarmente pesanti, i singoli brani sono caratterizzati da durate spesso lunghissime (fino a venti minuti e talvolta oltre) e da una tendenziale monotonia, volta ad estraniare l'ascoltatore dalla realtà e ad evocare un senso di immobilità, di sospensione del tempo. I testi trattano di angosce esistenziali, ma anche temi mistici e visionari, con particolare insistenza sulla descrizione di scenari desolati e sulla ricerca dell'oblio. Talvolta le band fanno uso di tastiere, spesso simulando il suono di un organo a canne.

## Storia

### Anni '80
Verso la fine degli anni ottanta alcuni gruppi avevano tentato di contaminare il nascente metal estremo con influenze doom, rallentando i ritmi anziché esasperandone la velocità, ma mantenendo il suono distorto e l'accordatura ribassata delle chitarre, così come le harsh vocals. Il risultato era una musica particolarmente angosciante. Fra i pionieri di questo approccio possiamo considerare band come Dusk, Decomposed, le Mythic (terzetto interamente femminile) e in particolar modo gli statunitensi Winter, il cui unico album, Into Darkness, contiene già passaggi pienamente ascrivibili al funeral.

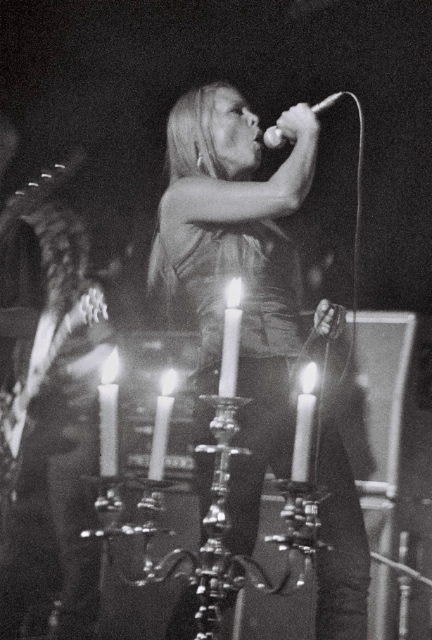
I Thorr's Hammer, band che contamina funeral e stoner metal.

### Anni '90
Il death-doom metal divenne un genere a tutti gli effetti all'inizio degli anni novanta, mutuando però le proprie caratteristiche prevalentemente dal death melodico, con band di relativo successo come Paradise Lost, Anathema e My Dying Bride. Fedele al death-doom più radicale fu invece il primo demo dei finlandesi Thergothon, Fhtagn-nagh Yog-Sothoth. Nel 1994 uscì il primo ed unico LP della band, Stream from the Heavens, universalmente ritenuto l'album fondatore del funeral doom metal, nonché uno dei suoi massimi capolavori. Le tracce già presenti nel demo d'esordio venivano rallentate allo stremo, le atmosfere si facevano eteree ed impenetrabili, così come i testi, ispirati ai racconti di H.P Lovecraft. 

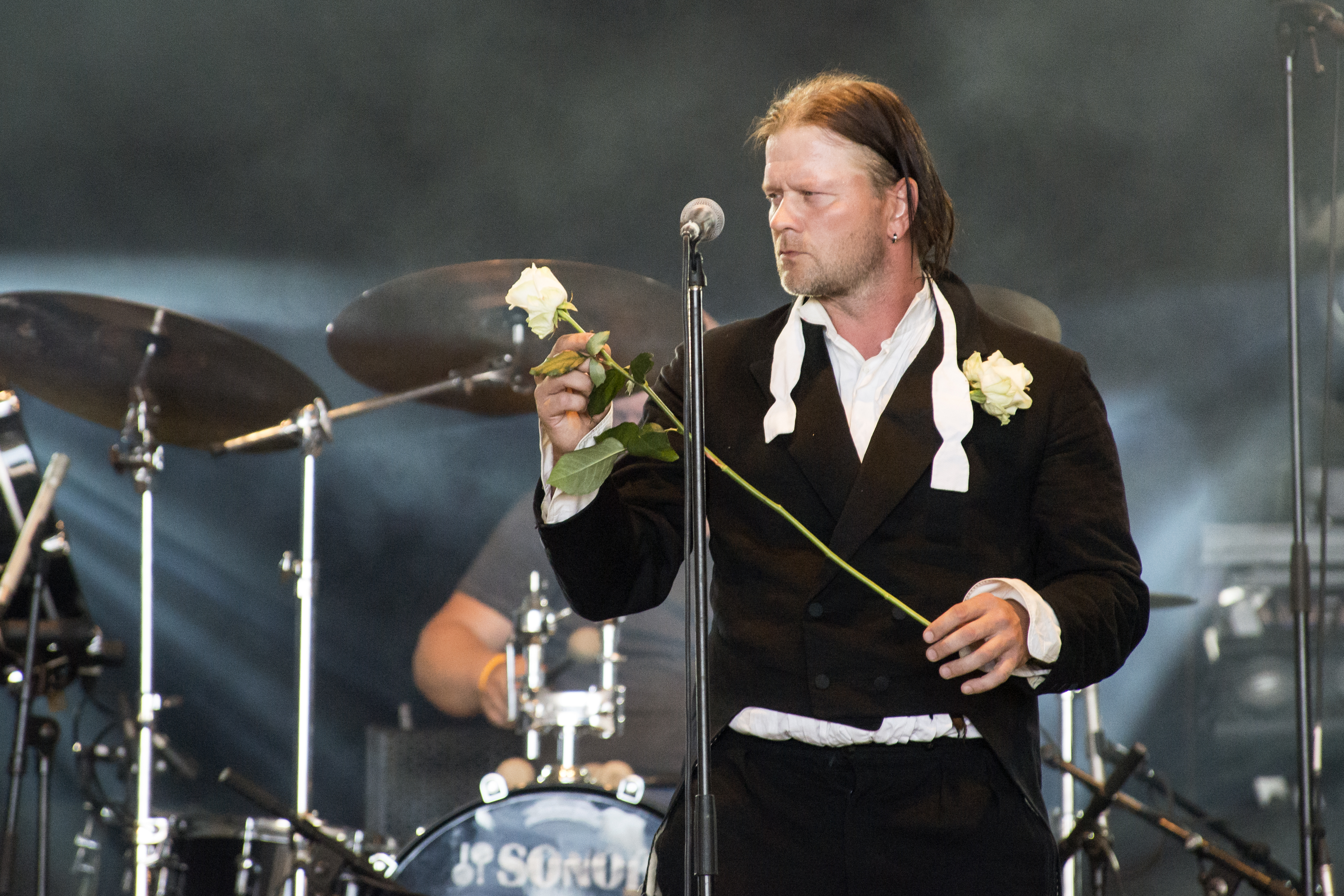
Matti Tilaeus, cantante degli Skepticism.

Sempre dalla Finlandia proviene l'altra band seminale del genere, gli Skepticism. Esordirono nel 1995 con l'album Stormcrowfleet, che faceva ampio uso di tastiere e di una voce grunt particolarmente cavernosa, pressoché inintelligibile, che diverrà uno standard nel funeral doom. Caratteristiche dell'album sono le atmosfere placide e distaccate, che lo rendono di più facile ascolto rispetto a Stream from the Heavens. Sono norvegesi invece i Funeral (da cui forse deriva il nome del genere), che con Tragedies danno ampio spazio ad una spettrale/celestiale voce femminile e aggiungono passaggi in chitarra acustica dal sapore medioevale. Al di fuori della "scena" scandinava, caratterizzata da sfumature più eteree ed inafferrabili, emersero band come i tedeschi Worship, gli australiani Disembowelment e gli inglesi Esoteric, dall'approccio più ossessivo ed alienante.
Tutti questi gruppi si muovevano in una dimensione estremamente underground, pressoché priva di riscontro commerciale (i Thergothon si sciolsero subito dopo la pubblicazione del loro album) e facevano uso di produzioni molto sporche e lo-fi, che contribuirono alla creazione di un preciso "sound catacombale". Inoltre il termine "funeral doom" non veniva ancora impiegato.

### Anni '00 e '10
Solo a cavallo fra anni novanta e duemila, con l'imporsi di nuove band come Nortt, Evoken e soprattutto Mournful Congregation (autori del seminale The Monad of Creation), il genere fu definito e trovò una propria nicchia di ascoltatori. Negli anni duemila uscirono molti dischi fondamentali per il genere come Angel of Distress degli Shape of Despair, The Call of the Wretched Sea degli Ahab e Tides of Awakening dei Tiranny. Il sound lo-fi degli inizi venne progressivamente abbandonato, nacquero tentativi di funeral interamente cantato in voce pulita (Fallen, Skumring, Omit), ma con poco seguito. In tempi più recenti hanno riscosso molto seguito i Bell Witch, caratterizzati da contaminazioni sludge, e in particolar modo l'album Mirror Reaper, composto da un'unica traccia di ottantatré minuti.